# Eryx johnii
Eryx johnii là một loài rắn trong họ Boidae. Loài này được Russell mô tả khoa học đầu tiên năm 1801.

## Hình ảnh

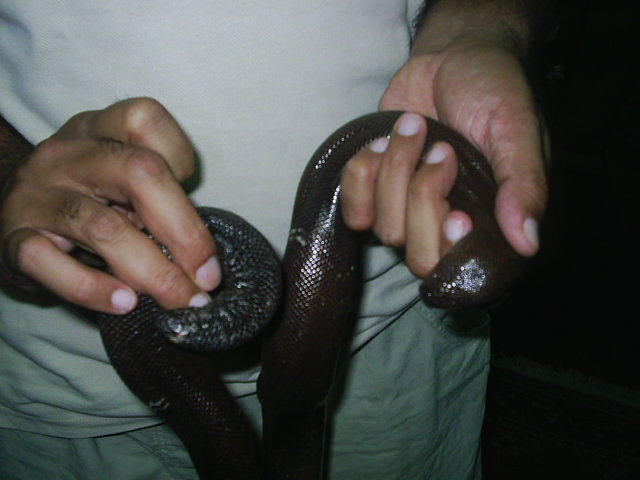
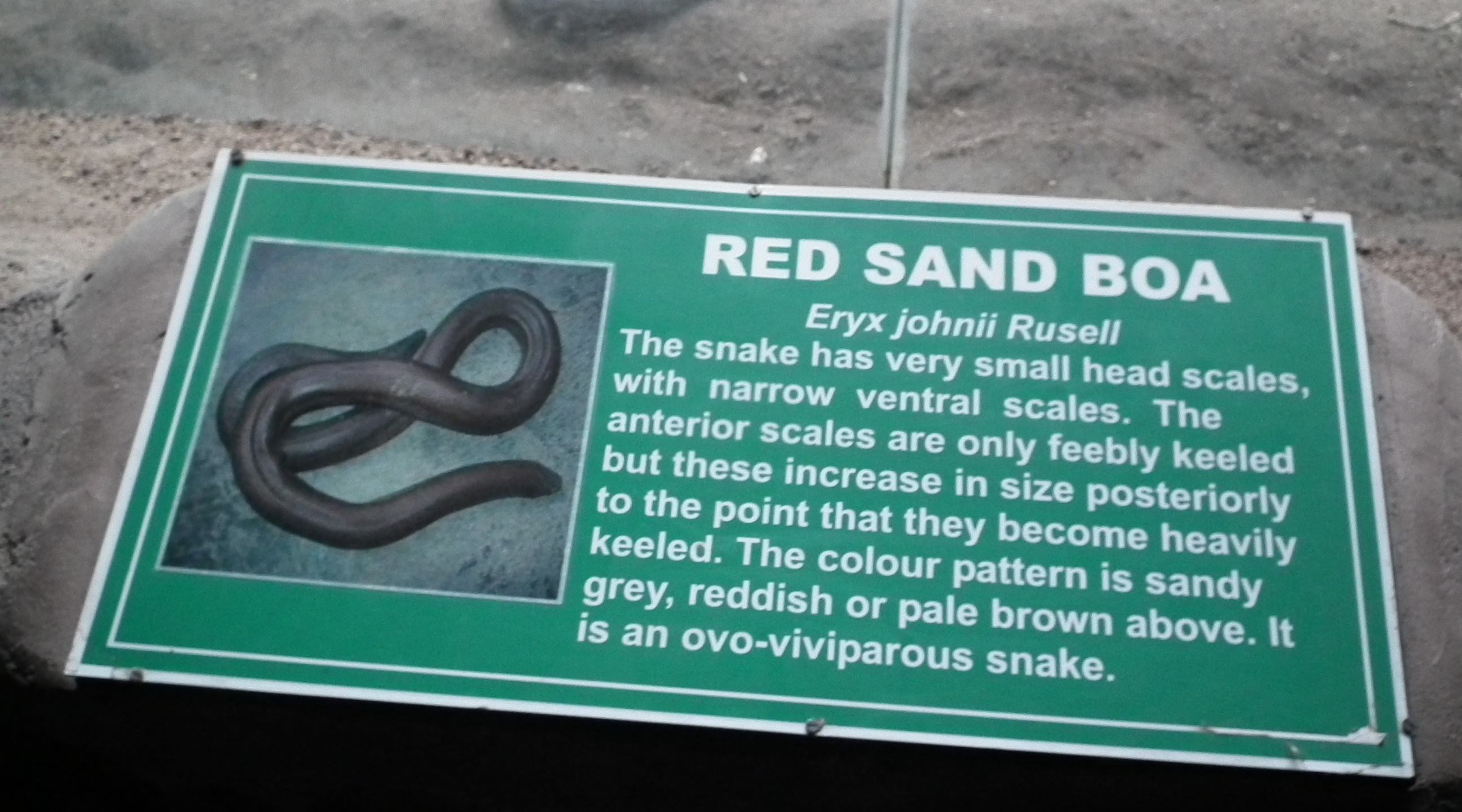
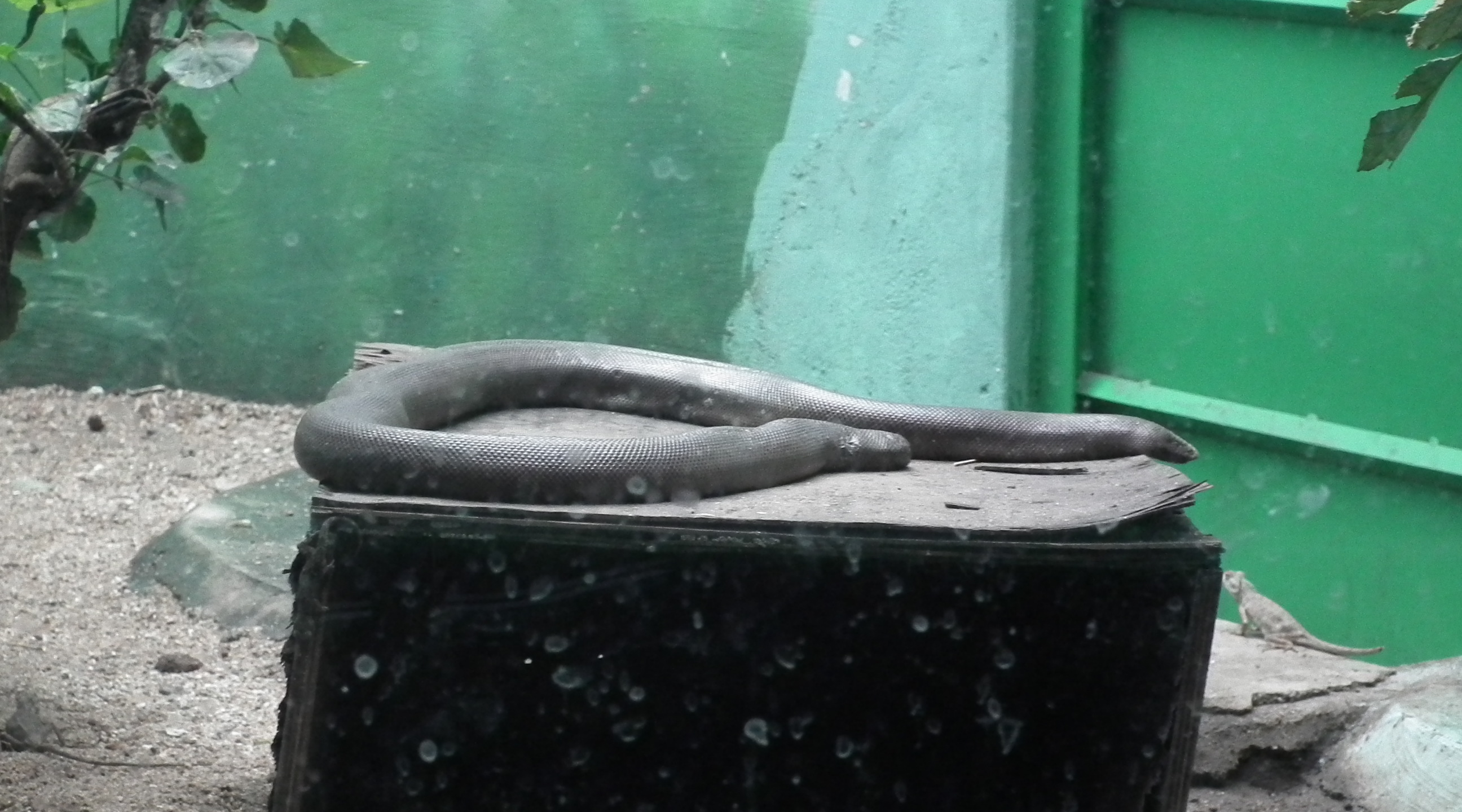
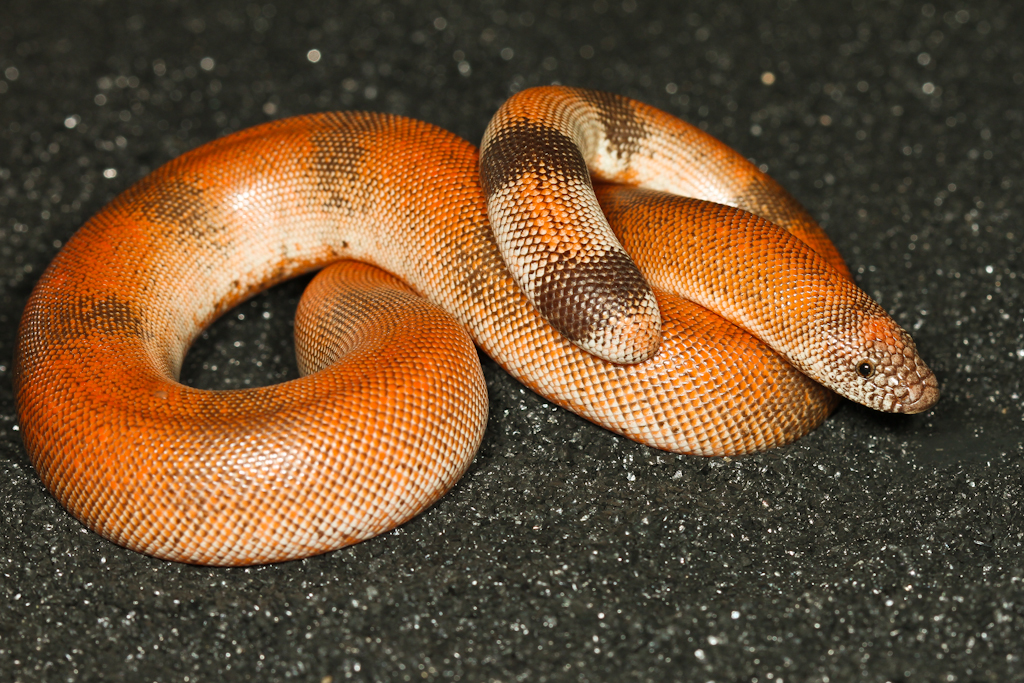